# Školjić Mali (Vrgada)
Školjić Mali je nenaseljeni otočić u hrvatskom dijelu Jadranskog mora.
Njegova površina iznosi 0,012 km². Dužina obalne crte iznosi 0,42 km.

## Vanjske poveznice
|  | Zajednički poslužitelj ima još gradiva o temi Školjić Mali (Vrgada) |